# A Román Televízió magyar adása
A Román Televízió bukaresti magyar adása 1969. november 23-án indult.

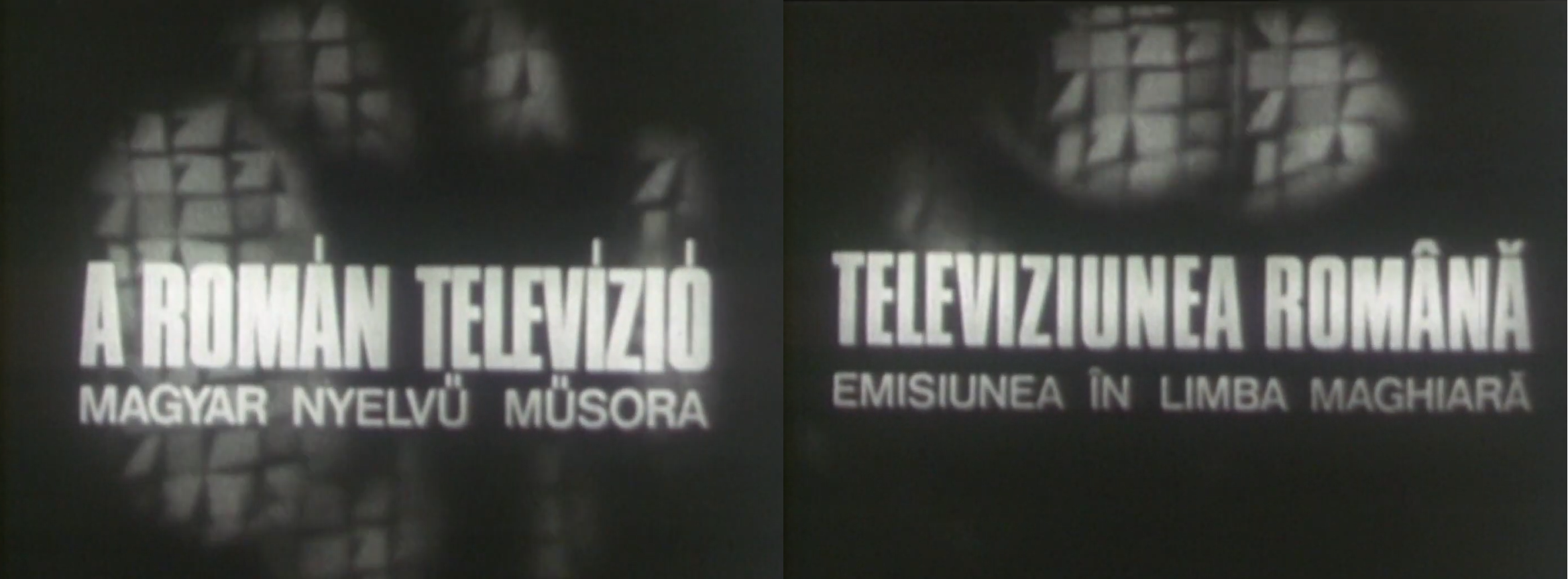

## A magyar adás 1970–1989 közt
1970 elején még a hét két-három napján, majd a heti 90 perces műsoridőből 60 percet vasárnap, 30-at csütörtökön sugároztak (az adásidő 1970-ben: csütörtökön fél óra, vasárnap 55 perc volt). 1971-ben Bodor Pálnak, a Nemzetiségi Műsorok akkori vezetőjének, sikerült elérnie, hogy a kettőt egyesítve, hétfő délutánonként egy tömbben másfél órás (később két, majd 1978. február 20-tól három órára bővülő) magyar adás jöjjön létre, amely egyrészt a román televízió kis nézettségű idejét, másrészt a budapesti televízió hétfői műsorszünetét kihasználva, Románia egész területén, valamint a határ menti sávban Magyarországon is, összesen mintegy négymillió magyarhoz szólt. A műsort a feliratozás révén a román nézők is figyelemmel követhették.
A bukaresti magyar adás rendszeres politikai, gazdasági, társadalmi és művelődési híradót, ipari, mezőgazdasági, urbanisztikai riportot és dokumentumfilmet, szociográfiai és tényfeltáró riportsorozatot, portrésorozatot, tudományos, erkölcsi, egészségügyi riportokat, a jogi nevelés kérdéseiről vitát, kerekasztal-megbeszélést, történelmi tárgyú dokumentumfilmet, honismereti riportot, színházi előadást, képzőművészeti, irodalmi műsort – interjúk, versek, könyvismertetések –, folklórműsort, népzenét és könnyűzenét, dzsessz-zenét, olykor kamaramuzsikát, balettet, operát, operettet, régizene-fesztivált, tömegművelődési vetélkedőt, kabarésorozatot, ifjúsági rovatot, gyermekműsort, rajzfilmet és bábjátékot közvetített. A rajzfilm kivételével mindez saját produkció volt, az adás nem vett át „készárut” sem a hazai, sem a külföldi filmgyáraktól és tévé-producerektől.
Tudósításai, riportjai kiterjedtek az egész ország területére, így egyetlen informális egységbe fogták össze a romániai magyarságot. Ezek az anyagok azonban elütöttek a szokásos és a hatalom által elvárt vívmányriportoktól (Csép Sándor filmje a kalotaszegi egykézésről, Labancz Fridáé Simon Magda Borsi krónika c. riportkönyve alapján a mezőgazdaság helyzetéről, illetve Szalárd-monográfiája, Csáky Zoltán torockói monográfiája, Bartha Gábor Zsil-völgyi sorozata, Fischer István kolozsvári Tehnofrig-riportja stb.). Néhány film készítői túllépték a cenzúra tűréshatárát, így Csép Sándor filmje a kolozsvári Hóstát „városfejlesztés” címén történt felszámolásáról, vagy Fischer István játékfilmje Páskándi Géza szövege alapján (Legalább Európát), amelyet a cenzúra nem is engedett bemutatni.
Készítettek erkölcsi, oknyomozó riportokat, ilyen volt az Emberek és erkölcsök c. sorozat 1973-ban. Az 1970-es évek végéig Aradits László, Csép Sándor, Csáky Zoltán, Máthé Éva, Labancz Frida szerkesztésében egymást követték az erkölcsi oknyomozó riportok (ankétok), ezek közül 1979-ben Labancz Frida ACIN-díjat kapott Paprika ankét c. riportjáért. Rostás Zoltán elindította a Természet, tudomány, társadalom c. rovatot, amelyet az adás beszüntetéséig Mag Péter folytatott Horizont címmel. Ebben a rovatban hangzott el Rostás Zoltán szerkesztésében az a riportsorozat is, amely az egyetemekről és a könyvtárakról szólt, és amelynek Szabó Sándor és Gálfalvi Zsolt voltak a tudományos tanácsadói. Egy felső utasítás nyomán, miszerint foglalkozni kell a „szocialista mezőgazdaság eredményeivel és problémáival”, Aradits László sorozatot készített Kahána Mózes Hat nap és a hetedik c., dálnoki ihletforrású regénye nyomán a Kovászna megyei faluról, s ehhez olyan kiváló erdélyi agrárszakembereket, egyetemi tanárokat nyert meg tanácsadóknak, mint Pap István, Nagy Miklós és Veress István. Megemlékeztek a magyar irodalom és történelem nagy évfordulóiról is: 1973-ban, a magyar forradalom 150. évfordulója alkalmából, Csép Sándor sorozatban mutatta be Petőfi Sándor erdélyi tartózkodásának színhelyeit Szatmártól és Koltótól a vízaknai és szászsebesi csatatereken át Fehéregyházáig.
Színházi előadásokat is vettek fel és közvetítettek. A közel 100 felvétel szerkesztője Sugár Teodor, majd Tomcsányi Jakab Mária volt. Forgattak és közvetítettek önálló tévé-játékfilmeket is, 1979-ig szám szerint mintegy 20-at. Ezek, illetve a tévére alkalmazott színházi előadások rendezői Fischer István, Ion Moisescu, Dan Grigore Popa, Tömöry Péter, Cselényi László belső munkatársak, Bokor Péter, Farkas István, Harag György, Kincses Elemér, Kovács Levente, Demián József, Mirel Iliescu külső munkatársak voltak. Közel 30 romániai magyar író színdarabja került így bemutatásra a tévé magyar nyelvű műsorában.
Készültek portré-interjúk és dokumentumfilmek az irodalom, a színművészet és a tudomány terén jeles személyiségekről (Balázs Ferenc, Beke György, Bözödi György, Csehi Gyula, Franyó Zoltán, Gaál Gábor, Horváth Imre, Horváth István, Kacsó Sándor, Kemény János, Kiss Jenő, Kós Károly, Méliusz József, Molter Károly, Nagy István, Olosz Lajos, Salamon Ernő, Salamon László, Sipos Domokos, Sütő András, Szemlér Ferenc, Tomcsa Sándor, Tompa László, ill. Jecza Péter, Kelemen Árpád, Erdős Imre Pál, Berde Amál, Unipan Helga, Vadász Zoltán stb.). Fischer István egyórás riportfilmet forgatott Nagy Imréről; portréinterjúban szólaltatták meg Balogh Péter szobrászt. Készült Szőnyi István-emlékfilm, Szolnay Sándor-portré, Budapesten is bemutatott Kovács György-portré (Fischer István). Forgattak portréfilmet Kőmíves Nagy Lajossal, aki főként elhunyt nejéről, a híres verselőadó művészről, Tessitori Nóráról tett vallomást. Fekete-fehér és színes portréfilmeken mutatták be Nagy Albert, Mohy Sándor, Balogh Péter, Fülöp Antal Andor, Incze Ferenc, Szász Dórián, Paulovits László, Sövér Elek, Sütő Sorban Éva, Hollósy Simon, Tőrös Gábor, Szőnyi István, Bordi András, Kocsis Előd művészetét. Ezek szerkesztői Ferencz Zsuzsanna, Huszár Irma, Aradits László, Xantus Gábor, Csép Sándor, Forró László (külső munkatárs) voltak.
Könyvbemutatók, interjúk, portréfilmek, megemlékezések alkalmával Bajor Andor, Balogh Edgár, Jordáky Lajos, Bartalis János, Beke György, Benedek Elek, Csiki László, Molter Károly, Dsida Jenő, Franyó Zoltán, Horváth Imre, Horváth István, Huszár Sándor, Kányádi Sándor jelent meg a képernyőn. Az 1980-as évek elején Gálfalvi Zsolt (külső munkatársként) a Sokszemközt c. műsorban beszélgetett Bálint Tiborral, Domokos Gézával, Farkas Árpáddal, Fodor Sándorral, Sütő Andrással, Lászlóffy Aladárral. Az írókról készülő portrék szerkesztői Labancz Frida, Csáky Zoltán, Csép Sándor, Huszár Irma, Szekernyés János (külső munkatárs) voltak.
Portréfilmek, interjúk készülnek olyan színészekkel, rendezőkkel, mint Lohinszky Loránd, Vadász Zoltán, Orosz Lujza, Csiky András, Illyés Kinga, Széles Anna, Tompa Miklós, Harag György, Taub János, Kovács Levente – szerkesztőik Labancz Frida, Huszár Irma, Csép Sándor, Máthé Éva, Tomcsányi Mária és mások.
Rengeteg helytörténeti riportot is sugároztak; főleg Labancz Frida, Aradits László, Csép Sándor, Csáky Zoltán és Józsa Erika járta a magyarok által lakott vidékeket.
A magyar adás műsorai népszerűsítették néprajzi, népköltészeti értékeinket. Messze sugárzó hatást ért el az a kezdeményezés, hogy felvállalták a táncházmozgalom támogatását. A Simonffy Katalin és Csáky Zoltán készítette Kaláka-sorozat (amelyben moldvai csángó népi énekeseket, táncosokat, zenészeket is felléptettek) vagy a Tiszta forrásból c. sorozat, melynek szaktanácsadója Demény Piroska volt, fontos szerepet játszott a mozgalom kiteljesedésében. A bálványosi vagy zsögödi folklórfesztiválról, a gyimesi csángó fesztiválról készített filmriportok példát szolgáltattak fesztiválok rendezésére más régiókban is.
A komolyzenei műsorok kialakításában László Ferencnek volt nagy szerepe, ezt folytatta Simonffy Katalin, Pódium és Zenei őrjárat c. műsoraival, amelynek keretében sok, abban az időben fiatal zenészt ismerhetett meg a néző: Rónai Antalt, Csíky Boldizsárt, Ruha Istvánt, Simó Katalint és másokat. A magyar adás felvállalta a régizene-mozgalmat is: támogatta és sugározta a Csíkszeredai Régizene Fesztivál rendezvényeit; Boros Zoltán az Énekben hallottam c. sorozatban bemutatta a magyar műzene erdélyi kezdeteit.
Fontos szerepet játszottak, ezúttal a hazai magyar zenekultúra modernizálásában, a Boros Zoltán által szervezett könnyűzene-műsorok vagy a székelyudvarhelyi Siculus Fesztiválról készült közvetítések is. A magyar adás indulásakor gyakorlatilag alig élt a romániai magyar könnyűzene, a műsorok hatására zeneszerzők, együttesek, szólisták egész sora érvényesülhetett; ezt bizonyítják megjelent hanglemezeik is. A legnépszerűbb énekesek, együttesek közt volt Tamás Gábor, Győri Klára, Bokor Ildikó, Nagy Mária, a Metropol, a Vox T, a Garabonciás, az Acustic T74, a Concord együttes. Ugyancsak Boros nevéhez fűződik, Csáky Zoltánnal együttműködve, a Zenés karaván c. nyilvános előadás-sorozat, amelyet Erdély különböző városaiban forgattak, Nagyváradtól Nagyszebenig és Brassóig, Csíkszeredától Nagybányáig. Ez zenés, szórakoztató és egyben művelődéstörténeti, helytörténeti adás volt. Műsorai Tapsoljuk Váradot, Tapsoljuk Kolozsvárt, Tapsoljuk Vásárhelyt címeken futottak. Sorozatainak fontos szerepük volt a fiatalok zenekultúrája fejlesztésében, a dzsessz, a régizene felkarolásában. Nagy nézettsége volt a Klub-délutánnak, amelyet Boros Zoltán szervezett, Csáky Zoltánnal együtt. A Feczkó Zoltán szerkesztette Vidám zenés magazinban hivatásos állami népi együttesek, műdal- és nótaénekesek, amatőr együttesek léptek fel.
A magyar adás 1972–85 között évente átlag 600 filmezett politikai-gazdasági híradót, mintegy 100 főriportot, 150 zenei műsort, 60-70 politikai kommentárt közvetített.
A bukaresti magyar adás első felelős vezetője Molnár Vilmos és Kónya Anna volt (1969–70). 1970 áprilisától 1979 szeptemberéig Bodor Pál irányította a nemzetiségi műsorokat, míg 1980-tól 1985-ig újra Molnár Vilmos felelt értük.
Az első szerkesztők nagyobbrészt a bukaresti rádió magyar adásának munkatársai voltak. Az alapító szerkesztőség tagjai: Tomcsányi Tibor, Labancz Frida, Kónya Anna, Molnár Vilmos, Birta József, Tóthfalussy Béla, Öllerer József, Ilya Ehrenkrantz. 1970-től Bodor Pál (főszerkesztő), Labancz Frida, Kónya Anna, Ferencz Zsuzsanna, Rostás Zoltán, Máthé Éva, Mag Péter, Csáky Zoltán, Huszár Irma, Kabay Annamária, Sugár Teodor, Feczkó Zoltán, Aradits László, Simonffy Katalin, Tolcsvai László, Sallay Ibolya, Zágoni Olga, Kovács András, Dávid Edit, Boros Zoltán, Csép Sándor, Majtényi Ágnes, Jakab (Tomcsányi) Mária, Molnár Vilmos (szerkesztők), Fischer István (rendező-operatőr), Tóthfalussy Béla, Bartha Gábor, Galbács Pál és Porzsolt Viktor (állandó bedolgozó szerkesztők, rendezők), Józsa Erika, Birta József (bemondó-szerkesztő), Öllerer József, Ilya Ehrenkrantz, Emil Lungu, Adelmann Alfréd, Mircea Bogdan, Xantus Gábor (operatőrök), Lukács Zsuzsanna, Majtényi Éva, Rostás Emilia, Silisteanu Eugenia (vágók), Todan Ildikó (fordító), Dan Grigore Popa, Ion Moisescu, Tömöry Péter, Cselényi László, Leonard Popovici (rendezők), Miklós-Pataky Georgina, Schwachter Ernő, Sebestyén (Spielmann) Mihály, Bisztricsányi Klára, Evellei László, Simény-Nagy Rozália (gyártásvezetők), Forró Eszter (titkár), Stoica Aurel (gazdasági titkár), külső munkatárs-rendezők Bokor Péter, Farkas István, Harag György, Szabó József, Taub János, Kovács Levente, Kincses Elemér, Demián József, munkatársak még: Forró Ágnes, Török Csorja Viola, Vári Attila, Kiss Ágnes.
Amikor 1985-ben egyetlen telefonutasításra megszüntették a bukaresti magyar adást, filmanyagát, a területi rádióstúdiók hangarchívum-anyagával együtt, egy jilavai raktárba helyezték el, ahol gyors pusztulásra volt ítélve. A betiltással véget ért a romániai magyar televíziózás első fejezete. 1989 karácsonyáig nem hangzott el magyar szó a román közszolgálati televízióban.

## A magyar adás 1989 után
Az 1989-es romániai változások után a magyar adás néhány régi szerkesztője (Aradits László, Aradits Lukács Zsuzsanna, Boros Zoltán, Feczkó Zoltán, Miklós-Pataky Georgina, Rostás Emília, Simonffy Katalin, Todan Ildikó, Öllerer József), kihasználva az új politikai konjunktúrát, műszaki háttér és szerkesztőségi szobák nélkül, amatőr videósok (Schnedareck Ervin – Marosvásárhely, Dembrovszky Attila – Szatmárnémeti) és fiatal műszaki értelmiségiek (Györfi György, Kacsó Sándor) segítségével újraindították a magyar nyelvű műsort. A magyar adás munkatársi gárdája önálló főszerkesztőség lett. A feliratozás segítségével már a rendszerváltás első, zavaros pillanataiban is hozzáférhető volt a román nézők számára, így az adás betölthette az etnikumközi kommunikációs híd szerepét.
Ebben a szakaszban az alapvető különbség a korábbi ideológiai-politikai kényszer alóli felszabadulás, a burkolt metakommunikáció helyett a hiteles, szókimondó, világos tájékoztatás lehetősége volt. Újdonságnak számított az is, hogy az 1990-es években együttműködésre nyílt lehetőség a magyarországi közszolgálati televíziókkal, elsősorban az MTV-vel és a Duna TV-vel; az előbbivel műsorcserében, az utóbbival inkább közös produkciókban mutatkozott ez meg. A munkatársakat továbbképzésre Budapestre lehetett küldeni. Nagyobb szabású dokumentumfilmek készülhettek, főleg az ORTT, a Történelmi Film Alapítvány és a Duna TV támogatásával. Az Illyés Közalapítvány segítségével kiegészült a szerkesztőség műszaki bázisa. A bukaresti magyar szerkesztőség helyzete azonban hamarosan megváltozott: romániai monopóliuma megszűnt, nemcsak a számos kábeltévé-hálózat által nálunk is sugárzott magyarországi adók, hanem a román közszolgálati televízió területi stúdióinak (Kolozsvár, Temesvár, később Marosvásárhely) és még inkább a helyi magántévé-társaságoknak a létrejötte miatt, amelyek egy-egy kisebb körzetben ugyan, de együttesen jelentős számú nézőt vonzottak.
A magyar adást kezdetben hétfő délutánonként láthatták a nézők az RTV 1-es csatornáján, műsorideje három óra volt, de 1991 februárjától a Román Televízió akkori elnöke, Răzvan Theodorescu, megfelezte az adást: egyik része korábbi időpontra került, a másik az RTV 2-es csatornájára, amely a magyarlakta vidékeken akkor még nem volt fogható. Közel 1 millió néző fejezte ki írásban a tiltakozását (a listát az akkori főszerkesztő, Boros Zoltán személyesen adta át Petre Roman miniszterelnöknek), de a remélt intézkedés elmaradt. 1997-től viszont egy órával bővült a műsoridő: kedd délutánra kapott a szerkesztőség 60 percet, és így az egész Románia területére sugárzó RTV1-es csatornán heti két és félórás, az ország negyven százalékát akkor már lefedő RTV2-n pedig egyórás adása lett. Az RTV2-n 2000-től reggel is volt műsor, amelynek a feliratozásától az akkori vezetés eltekintett, hogy a műsor élő lehessen.
A 2000-es években a Román Televízió öt csatornáján jelentkezik műsorokkal a magyar adás: a közszolgálati televízió 1-es adóján (TVR1) heti két és fél órában (hétfőn), a 2-es csatornán (TVR2) heti egy órában (csütörtökön), a 3-as regionális csatornán (TVR3) heti 50 percben (pénteken), a Nemzetközi RTV adón (TVR International) kéthetente egy órában (pénteken), a kulturális csatornán (TVR Cultural) fél órában (csütörtökön). Tehát összesen heti 5 vagy 6 órában láthatók a román közszolgálati televízió bukaresti magyar adásának műsorai, ezeknek a műsoroknak adásideje azonban nincs mindig összehangolva az RTV területi stúdióinak magyar nyelvű adásaival. Az RTV1 2009-ben az ország 98%-át, az RTV2 80%-át, a csak műholdas RTV3 és a RTVR Cultural kb. 60%-át fedi le, a Nemzetközi RTV gyakorlatilag a határon túl (és interneten) fogható.
Az újraindult magyar adás műsorának skálája kiszélesedett: a Heti krónika c. hírrovat (Bodor Tamás, Nagy Éva, később Mosoni Emőke) az 1970-es évektől eltérően már nem a munkában elért sikerekről szóló formális beszámoló volt, hanem valós tájékoztatást nyújtott a magyar kisebbség életéről. A híradó és a kulturális tájékoztató műsorok mellett kedveltté váltak a stúdióbeszélgetések, amelyeken a magyarság életbevágó kérdéseit (népesedés, kivándorlás, anyanyelvi oktatás, az önálló magyar egyetem visszaállítása vagy a BBTE „magyar vonalá”-nak fejlesztése, a magyarság gazdasági megerősödése, az autonómia, stb.) vitatták meg a résztvevők. Helyet kaptak az adásban oktató-ismeretterjesztő filmek, ifjúsági és kabaréműsor, könnyűzene, a népi kultúra ápolására irányuló különböző rendezvények.
A változást követő első időszakban rendkívül nagy nézettséget hoztak a magyar szerkesztőségnek a közügyi eseményekhez kapcsolódó adásai, így tudósításai az 1990. március 19-i marosvásárhelyi véres konfliktusról (Simonffy Katalin, Györfi György, Schnedareck Ervin), Sütő András kálváriájáról (Aradits László), a bukaresti TV-székház ellen 1990 júniusában történt támadásról (Aradits László, Boros Zoltán). Műsoraikban (pl. Fórum – Boros Zoltán, Hivatalnak packázása – Koczka György, Napirenden – Galbács Pál) rendszeresen cáfolták a sajtóban és a köztévé különböző csatornáin a magyarságról elhangzott hamis vádakat. A magyar nyelvű médiában elsőként sugároztak dokumentumfilmet a második világháború végén a román hadsereg által elkövetett atrocitásokról (Fekete vasárnap, rendező Boros Zoltán, operatőr Xantus Gábor, 1993) és az 1956-os forradalom utáni megtorlások erdélyi magyar áldozatairól (szerkesztő Tófalvi Zoltán, operatőr Miholcsa Gyula).
A politikai, közéleti műsorok szerkesztői figyelemmel kísérték a román törvényhozásnak a kisebbségeket érintő ténykedését, a román–magyar kapcsolatok alakulását, az RMDSZ tevékenységét. Ezek a műsorok objektivitásuk és nyíltságuk miatt a román nézők körében is népszerűek voltak, s a politikai elit egy részében szintén pozitív visszhangot váltottak ki.
További rovatok: Rólunk van szó, Itthon, Nyílt tér, Quo vadis (közéleti, politikai, gazdasági vitaműsorok), Ébresztő (ifjúsági rovat, benne szatíra, kabaré, Kacsó Sándor, Schneider Tibor), Citadella (kulturális magazin, Mosoni Emőke, Kacsó Edit), Juhaimnak maradékát összegyűjtöm (a szórványmagyarság problémáit bemutató sorozat, B. Nagy Veronika és Vetési László), Műhely, Téka (erdélyi magyar építészeti örökség, képzőművészet, Bartha Ágnes), Manóvilág (gyermekműsor, Gödri Ildikó), színházi beszámolók, riportok, színészportrék (Tomcsányi Mária, Nagy Enikő), nyelvművelő műsor, egyházi rovat (Tövissi Ildikó), iskolarovat (Tövissi Ildikó, Kós Anna), zenés riportok (Antal Áron), Históriánk (Meltzer Éva Lia magyar történelmi sorozata), Harmadik part (hétköznapi pszichológia, B. Nagy Veronika, Sánta Ádám). Érdeklődésnek örvendett a Reggeli c. szerdai műsor (a bukaresti vagy Bukarestben dolgozó magyarokról, szerk. Gödri Ildikó), Egy csésze kávé (délutáni beszélgetések), a történelmi, kultúrtörténeti, hagyományőrző dokumentumfilmek (Balázs János, Boros Zoltán, Simonffy Katalin, Tomcsányi Mária, Tófalvi Zoltán, Xantus Gábor). Ezek célközönségének nemcsak a magyarokat tekintették, hanem általában a magyarul beszélőket. Kisebbség a kisebbségben címmel sorozat készült magyarul beszélő, magyar kultúrájú örményekről, zsidókról, szászokról, románokról, cigányokról (Koczka György, Balázs János, B. Nagy Veronika).
2001-ben a Román Televízió Társaság Magyar Szerkesztősége megkapta a Magyar Köztársaság Kisebbségekért Díját.
2002 utáni rovatai: Hűbelebalázs (ifjúsági), Zenezóna, F-élő közvetítés (paródia), Médiabefutó TV (tehetségkutató), Nyílt tér, Itthon (helytörténet), Civil fórum (nem kormányzati szervezetek), Műhely (képzőművészet) és Reggeli (RTV2-es élő műsor).
A műsorszerkezet 2009-ben: Heti krónika (hírek és tudósítások heti összefoglalása), Diákélet (tanügy), Sajtóban (újságírók faggatnak közéleti személyiségeket aktuális politikai kérdésekről), Létkérdések (társadalmi, gazdasági ankétok), Gazdasági fórum (román–magyar gazdasági kapcsolatok, szaktörvények, stb.), Megfogyatkozott nemzedék (értelmiségi portrék), Út, igazság, élet (vallás), Anyanyelvi őrjárat (nyelvhelyesség), Zenedoboz (erdélyi magyar könnyűzene), Ránk jött a 20 perc (humor), Erdélyi templomok (épített örökség), riportok, tényfeltáró riportok (szociális, közéleti, művelődési szolgáltató-ismertető), CineMA (a romániai magyar filmes szakma eseményei), Előadások (színházi előadások, gálaműsorok, szórakoztató műsorok), Különkiadások (ünnepi, történelmi események, személyiségek, politikai események stb.). Az RTV2-es, RTV3-as és az TVR Cultural csatornákon a Szieszta, Képzelt kávéház, Kultúra c. magazinműsorok.
Az adás nézettsége a rendszerváltás utáni feszültséggel terhes években megközelítette a főműsoridőét: elérte a 34%-ot, s nagyon sok román nézőt is vonzott. Az 1990-es évek közepétől a kábeltévé-társaságok kínálatában szereplő tévécsatornák széles skálája miatt a nézők abszolút száma az RTV többi műsorával arányosan csökkent. Ennek ellenére a felmérések szerint a Romániában vételezhető magyar nyelvű televízióműsorok közül az 1990-es évek közepén a legnézettebb adás volt. Ma a hivatalos nézettségi adatok szerint országosan percenként (amr) átlag 60-80 ezren tekintik meg (rating), ami 2-3%-os piaci részesedésnek (share) felel meg. Ezek az adatok az éven belül változnak: a téli ünnepi időszakban akár 700-900 ezres percenkénti átlagot és 12-14%-os részesedést is elérnek. Az is megfigyelhető, hogy az össznézettséget illetően a magyar tévénézők aránya 2-3 szorosa az országos adatnak.
Az 1990-ben újraindult bukaresti magyar adás első vezetője nyugdíjba vonulásáig (2002) Boros Zoltán volt, helyét Kacsó Sándor vette át eleinte megbízott, majd 2003-tól versenyvizsgázott főszerkesztőként.
A második alapító szerkesztőség: Boros Zoltán (főszerkesztő), Simonffy Katalin (főszerkesztő-helyettes), Aradits László, Aradits Zsuzsanna (szerkesztők), Miklós-Pataky Georgina (gyártásvezető), Rostás Emília (vágó), Feczkó Zoltán (szerkesztő, fordító), Todan Ildikó (fordító). Operatőrök: Györfi György, *Kacsó Sándor, Öllerer József, Xantus Gábor.
További munkatársak az 1990 után Boros Zoltán vezetésével kialakult munkatársi együttesben: Antal Tövissi Ildikó, Antal Tövissi Áron, Balázs János, Bartha Ágnes, Bodor Tamás, Boros (B. Nagy) Veronika, Galbács Pál, Gödri Ildikó, Koczka György, Kós Anna, Könczei Csilla, Tomcsányi Jakab Mária, Tófalvi Zoltán. Operatőrök: Berszán-Árus György, Miholcsa Gyula, Kötő Zsolt, Sánta Ádám, Schneider Tibor, Schwáby Ferenc, Kántor László, Szilágyi Rudolf, Vetési László, Vaszi György. Vágók: Bányai Péter, Borsos Tünde Krisztina, Katyi Antal, Nitsch Loránd, Ördög Loránd, Tárkányi János. Az adás állandó bemondója a kilencvenes évek elejétől: Grosu (György) Magdolna és egy ideig Györfi György.
További belső munkatársak: Lică-Thurzai *Hajnal, Kallós Péter, Meltzer Éva Lia (fordítók), Bajcsi Ákos, Bartha Margit, Bálint Arnold, Bogács Zoltán, Deliman Mihai, Demeter Attila, Halász Csaba, Kató Zoltán, Mátyás Attila, Miklós Ervin, Pap Csongor, Rácz Attila, Szakáts Zoltán, Szilágyi Szabolcs, Vass Levente (gyártás, gazdasági titkárság); Berszán Edit, Geréb Judit, Horváth Annamária, Lukács Basa Réka, Nitsch-Petioky Anna, Simó Márta, Soporean Otilia, Tóth Lídia, Vízi *Hajnal (titkárság), Stan Irén (elektronikus feliratozó).
Munkatársak még: Knop Ildikó, Nagy Éva, Lovin-Sütő Ildikó.
A szerkesztőség 2009-ben: Kacsó Sándor (főszerkesztő), B. Nagy Veronika, Kós Anna (főmunkatársak), Andor Norbert, Balázs János, Mosoni Emőke, Nagy Enikő, Schneider Tibor, T. Bíró Hajnal, Antal Tövissi Ildikó (szerkesztők), E. Ferencz Judit, Kacsó Edit, Sz. Gödri Ildikó (riporterek), Bartha Ágnes (rendező), Sánta Ádám (rendező-operatőr), Berszán-Árus György, Kötő Zsolt, Miholcsa Gyula (operatőrök), Borsos Tünde, Tárkányi János, T. Bányai Péter (vágók), Pap Csongor, Szakáts Zoltán (gyártásvezetők), Szilágyi Szabolcs (gazdasági titkár), Nitsch-Petioky Anna, Tóth Lídia (adástitkárok), Kallós Péter, Lică-Thurzai Hajnal (fordítók), Stan Irén (elektronikus feliratozó), Grosu Magdolna (bemondó).
Az 1990-es évek elején az RTV egy professzionális kamerájától eltekintve, amatőr és félprofi kamerákkal, vágóegységgel volt felszerelve. Folyamatos pályázásokkal, főképp magyarországi állami segélyből fokozatosan sikerült feljavítani a műszaki körülményeket. 2000 után, az RTV műszaki fejlesztésével összhangban a magyar TV is kapott megfelelő technikai felszerelést, jelenleg kizárólag digitális formátumban filmeznek, vágnak.
A Román Televízió az ország nagyobb városaiban területi stúdiókat működtet. Közülük a kolozsvári, a temesvári és a marosvásárhelyi szerkesztőségek készítenek magyar nyelvű műsort is.